# Gillian McKeith
Gillian McKeith (Perth 28 de setembro de 1959) é uma nutricionista escocesa, apresentadora de televisão e escritora. Ela é ex-apresentadora do programa You Are What You Eat (Você é o que você come) do canal 4 da BBC além de outros programas sobre nutrição.
O conceito de saúde da McKeith é focado na prática de exercícios, dieta a base de frutos do mar, com muitas frutas e verduras, grãos, nozes e tofu. Evitando comidas industrializadas, de muitas calorias, açúcar, gordura, carne vermelha, álcool, cafeina, farinha branca e aditivos. Entretanto, inúmeros planos de dieta e estilo de vida apoiados por McKeith, como o conceito da dieta de desintoxicação e o valor da irrigação do cólon, não são apoiados por pesquisas científicas, nem suas alegações de que ao examinar línguas e amostras de fezes ela pode identificar suas doenças e dietas necessárias. McKeith não possui qualificações em nutrição ou medicina de instituições credenciadas e, em 2007, concordou em parar de usar o título "Doutora".

## Educação
McKeith recebeu um diploma em nutrição da American Association of Nutritional Consultants. A associação não verifica as qualificações de seus membros certificados. O escritor de ciência Ben Goldacre comprou um certificado profissional da associação para seu falecido gato Henrietta por US$ 60. A nutricionista australiana Rosemary Stanton comprou um para seu old english sheepdog e, em 1983, o cientista da nutrição Victor Herbert registrou um poodle e um gato.